# Giovanni Pettine
Giovanni Pettine, conosciuto anche come Gian d'Isernia (Isernia, 26 luglio 1883 – Isernia, 15 giugno 1973), è stato un regista e produttore cinematografico italiano attivo prevalentemente nel periodo del cinema muto. Fu uno dei pionieri del cinema muto e fu anche sceneggiatore, distributore e noleggiatore. 

## Biografia
Giovanni Pettine nacque a Isernia il 26 luglio 1883, da Raffaele Pettine, di professione calzolaio e Beatrice Matteo, casalinga. Attivo fin dal 1908 come noleggiatore e distributore di film (rappresentante della Società Cinematografica Romana), fu titolare di una ditta con sede prima a Montecatini Terme e poi a Milano, dove ebbe anche depositi di macchine per il cinema. Nel 1910, proprietario di agenzie e magazzini in varie città italiane, aprì una succursale a Trieste e fece turnées per organizzare proiezioni nei teatri (risulta, per esempio, notevolmente presente nella zona di Brescia). Una pubblicazione del dicembre 1911 documenta che, a quel tempo, Pettine fu «concessionario per l’Italia settentrionale, Trento, Trieste, Canton Ticino e Provincie italiane soggette all’Austria-Ungheria, dei films di arte e di autori della Mono-Film». A partire dal 1910 Giovanni Pettine fu attivo anche come regista realizzando più di una ventina di documentari e alcuni film a soggetto.

### Distribuzione, noleggio e produzione

#### Dal 1908 al 1910
Dal 1908 fu rappresentante della Società Cinematografica Romana a Milano affermando di essere stato il primo a introdurre il noleggio in città, mentre da agosto 1909 pubblicò i listini dei film in vendita sulle riviste di settore come «Le Cine-Fono e la Rivista Fono-Cinematografica» di Napoli. Tra il 1908 e il 1911 le case di produzione italiane erano venticinque, anche se alcune si limitavano a presentare cinegiornali di attualità o chiudevano dopo aver cercato di realizzare un solo film. L'attività era soprattutto concentrata a Roma, Milano e Torino. Pettine fu uno dei principali concessionari del capoluogo lombardo dell'epoca e fece parte di quei noleggiatori e venditori di film che non avevano legami con una o più case di produzione; rimase dunque estraneo agli intrecci di interessi e di accordi dai quali nacquero le prime organizzazioni nazionali. Si limitò a rastrellare film italiani e stranieri per farne commercio in maniera del tutto autonoma. Sulle riviste «La Vita Cinematografica» e «La Cinematografia Italiana ed Estera» di Torino del gennaio 1911, Giovanni Pettine, con la sua ditta milanese sita in via Panfilo Castaldi, offrì il proprio «colossale stock di films in vendita da L. 0,20 in più ed in noleggio da L. 0,02 in più per metro e giorno» (vale a dire circa 6 lire al giorno per un film di 300 metri, ovvero di circa 12 minuti), prezzo molto competitivo considerato che le altre società proponevano prezzi superiori. Il mezzo cinematografico cominciò ad assumere un ruolo importante non soltanto nel settore dell'intrattenimento e dell'informazione, ma anche per l'istruzione ed educazione morale del popolo, Pettine difatti presentò con queste parole la sua società nelle inserzioni pubblicitarie: «primaria e antica casa per la fornitura completa di cinematografi. Agenzie con deposito in varie città e all'estero. Ditta raccomandata agli oratori, Istituti e Scuole di educazione, per il vasto repertorio di soggetti morali e per la modicità di prezzi». Aprì un'altra sede nella capitale lombarda, in corso Buenos Aires, dove diede luogo a una modesta produzione di pellicole e ottenne il Gran Diploma d'onore all'esposizione internazionale di Buenos Aires per il suo operato. Aprì un'ulteriore succursale a Trieste, affidata a Salvatore Spina. Progettò inoltre di aprire un'agenzia anche in Russia (senza però arrivare all'effettiva realizzazione). Nel frattempo fu alla guida una rete di rappresentanti di film regionali, assumendo concessioni in esclusiva.

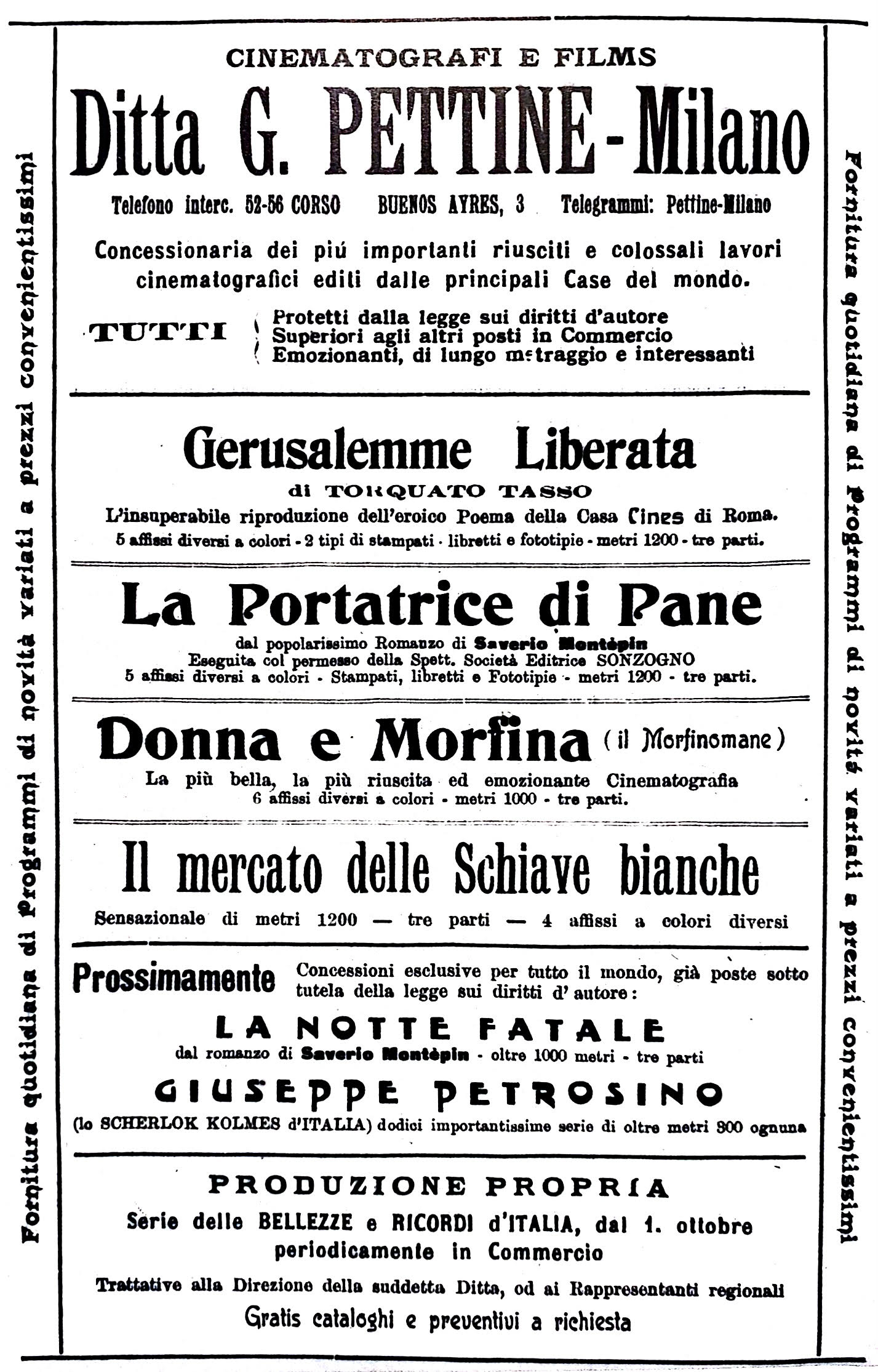
Pubblicità della ditta G. Pettine di Milano (1911)

#### Dal 1911 al primo dopoguerra
Dal 1911 la fitta rete di rappresentanti regionali (a Napoli fu in appoggio alla ditta M. Falace e F. Forgione) gli permise di distribuire film di varie case (soprattutto francesi) e di avviare anche una produzione propria (di cui fa parte la serie Bellezze e ricordi d'Italia, del 1911). In questo periodo riuscì ad avere l'esclusiva per Emilia, Canton Ticino, Trento, Trieste e dei paesi italiani dell'Austria-Ungheria del titolo Gerusalemme liberata (1910) di Giovanni Pastrone (prodotto dalla Cines), che pose sotto tutela del diritto d'autore. D'ora in avanti si specializzò in lungometraggi quali, per esempio, La portatrice di pane (1911) di Romolo Bracchini (prodotto dalla Vesuvio Films). Ebbe una agenzia anche a Napoli con annessa attività di produzione e fu sub-concessionario per il Nord Italia della Mono-FIlm, della Film d'Art e della Société des Auteurs. Nel 1912 fu sub-concessionario della S.A.P.I.C., società romana per la distribuzione dei film della Cines in Piemonte e Liguria, mentre a Milano aprì una fabbrica di nastri per macchine da scrivere. In Piemonte fu rappresentato da Ugo Tamango & C., mentre nel meridione da M. Falace e F. Forgione. La sub-concessione delle case Mono-Film, Le Film d'Art, Société des Auteurs, passa alla Florentia Film. Per quanto riguarda Trieste, Istria, Dalmazia e Trentino fu rappresentato dalla ditta S. Spina Successori. Nel 1914 aprì una filiale in Libia, a Tripoli, e costituì una nuova società registrata come Pettine, Scala e C. per l'esercizio a Milano del Kursaal Augusteo. Nel luglio del 1915 venne chiamato alle armi come tenente dei dragoni. Come riporta la Guida italiana alla cinematografia del 1915, la ditta milanese di commercio, condotta dal cav. Giovanni Pettine, molto probabilmente sospese l’attività (della quale non sono state rinvenute tracce) durante la Prima Guerra Mondiale, per riprenderla solamente una volta finito il conflitto dichiarandosi «la più antica casa Italiana per il commercio cinematografico» e pubblicizzando «monopolio di films internazionali, impianti completi cinematografici, macchinario, accessori, pezzi di ricambio e articoli inerenti».

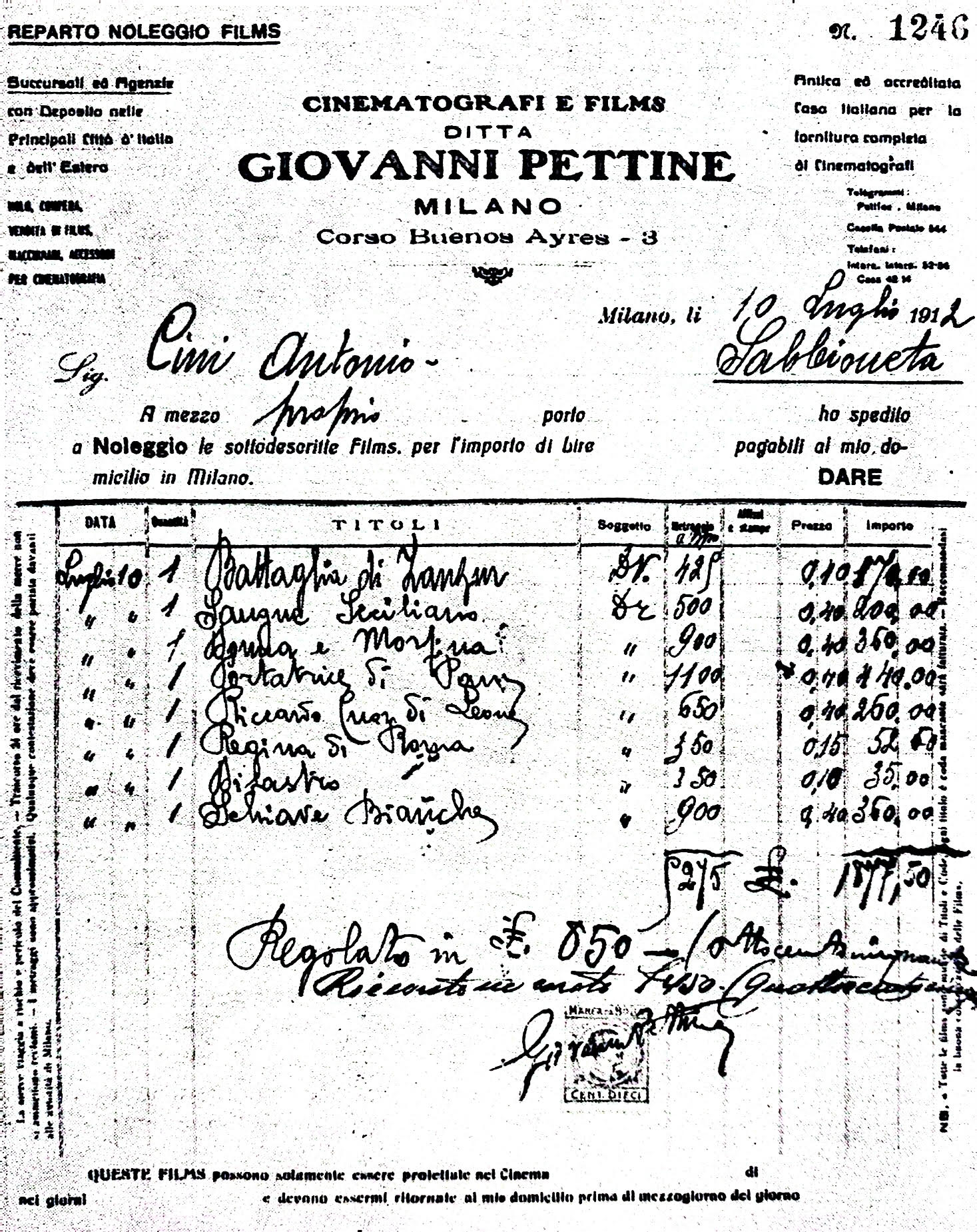
Copia di una fattura della ditta Giovanni Pettine di Milano (1912)

### Regia e sceneggiatura

#### Il primo periodo
Tra il 1910 e il 1911 realizzò più di venti documentari dedicati a varie località dell'Italia del nord, in seguito raccolti nel lungometraggio Bellezze e ricordi d'Italia e alcuni brevi documentari relativi a eventi e manifestazioni, fra cui la Riunione di skys negli Abruzzi (1910), la Crociera motonautica sul Po (1911) e Da Trieste a Miramar (1911). Quest'ultimo breve film, della lunghezza di 130 metri di pellicola (circa 5 minuti), venne distribuito anche in Gran Bretagna (dal luglio 1911) e negli Stati Uniti (dal febbraio 1912) dalla stessa ditta che rappresentava allora Luca Comerio e la Navone Film. Fu apprezzato, ma, come si può leggere sul giornale londinese The Bioscope e sulla rivista newyorkese The Moving Picture World, ciò che più colpì la critica anglosassone furono i suggestivi paesaggi triestini abilmente catturati dal regista. Firmò anche la regia di alcuni brevi film a soggetto come La contessa di Montignoso (1910), e Il cliente (1911), della lunghezza rispettivamente di 100 e 200 metri (ovvero 4 e 8 minuti circa). Di questi due film si trovano scarse tracce nelle programmazioni, ma il secondo risulta significativamente importante perché costituì l'esordio cinematografico di una celebre coppia del teatro italiano: Alfredo Sainati e Bella Storace Sainati, che insieme fondarono la Compagnia del Grand Guignol. Nel 1911 Pettine scrisse la sceneggiatura della riduzione dantesca Paradiso (1911), prodotto dalla Psiche Film di Albano Laziale e probabilmente diretto dallo stesso Laziale. Quest’ultima opera dalla lunghezza di ben 700 metri (circa 25 minuti), tratta dalla Divina Commedia e abbastanza apprezzata dalla critica contemporanea, fu distribuita anche con il titolo alternativo Visioni dantesche. Nello stesso anno, in occasione della guerra italo-turca, si recò in Tripolitania e in Cirenaica per realizzare una serie di attualità, che affiancò alla serie Bellezze e ricordi d'Italia. Dichiarò al riguardo Pettine: «Questa ditta essendo proprietaria di tutte le serie di films riproducenti gli avvenimenti svoltisi in Tripolitania e in Cirenaica le mette a disposizione dei cinematografisti dell'Italia e dell'Estero a condizione che il ricavo vada a beneficio dei nostri caduti e dei feriti». Nel 1923 documentò la partecipazione della regione Molise alla Fiera Campionaria di Milano.

#### Il ritorno alla regia
Ritornò alla regia soltanto nel 1932 con un lungometraggio (75 minuti, 2140 metri circa) intitolato La Madonna di Caravaggio, un film di genere religioso del quale cura anche il soggetto, la sceneggiatura e il montaggio. Esistono due versioni del film: una muta composta da cinque tempi e una sonorizzata divisa invece in soli due tempi. Per questo ultimo film, prodotto dalla casa di produzione milanese F.I.D.E.S., si firmò con lo pseudonimo di Gian d'Isernia e fu la sua unica apparizione come regista nel neo-nato cinema sonoro. Nel numero del 31 agosto 1932 del settimanale “Cinema Illustrazione” è riportata la seguente notizia: «Il film La Madonna di Caravaggio, girato in occasione del V centenario della Vergine, sarà rappresentato fra poche settimane […]. Il comm. Pettine […] ha creato delle scene di una dolcezza e bellezza superbe. La visione parziale del film concessa a pochi amici permette di pronosticare che avrà un grande successo. Alcune scene di miracoli sono certo di una vivezza impressionante […]. Ma sono ancora più efficaci le ‘visioni’ di miracoli avvenuti durante le feste centenarie e che, per una diligenza provvidenziale poterono essere raccolti, primo ed unico fatto nella storia della cinematografia».

## Vita privata
Giovanni Pettine conobbe la prima moglie Valeria Erminia Ferrara a Padova durante il servizio militare. Si sposarono nel 1906 e dalla loro unione nacquero due figli: Renzo Celestino Sante, nato a Ponte San Nicolò, in provincia di Padova il 28 maggio 1908 e Jole, (o Iole, come si legge in più atti), nata invece a Milano il 14 giugno 1909. Nel 1912, Giovanni ed Erminia si separarono ed ella si trasferì in un appartamento di corso Buenos Aires a Milano. Con la donna, andò a vivere il figlio, mentre la figlia fu affidata a un collegio. Erminia venne rinvenuta morta nel proprio appartamento nel 1926. Fu uccisa l'11 febbraio con un colpo di rivoltella e il cadavere venne ritrovato quattro mesi dopo dentro a una valigia. Per l’omicidio fu condannato a quindici anni e sei mesi il figlio diciassettenne Renzo e il tragico episodio è noto come 'il delitto Pettine'. Su tale vicenda Carlo Emilio Gadda scrisse la novella Dejanira Classis, nel 1928. Dopo alcuni anni di detenzione il figlio Renzo fu scarcerato e seguì il padre a Isernia (che nel frattempo aveva aperto una sala cinematografica) dove sposò la ventiduenne molisana Carolina Marinelli, e fu impiegato fino al suo pensionamento presso il Comune di Isernia. La seconda moglie fu invece Margherita Rosa Hoffer, nata a Payarne, in Svizzera, che sposò il 30 gennaio 1961. Il 21 ottobre 1966, nella clinica Pansini di Isernia, morì il figlio Renzo.

### Morte
Giovanni Pettine morì a Isernia, nella sua abitazione di Piazza Santa Maria n. 3, alle ore 18 del 15 giugno 1973, all'età di 89 anni.

## Filmografia

### Regia

#### Film documentari
- Alessandria (1910)
- Bergamo (1910)
- Forlì (1910)
- Brescia (1910)
- Bassano (1910)
- Biella (1910)
- Bologna (1910)
- Como (1910)
- Milano (1910)
- Verona (1910)
- Torino (1910)
- Sanremo (1910)
- Parma (1910)
- Piacenza (1910)
- Reggio Emilia (1910)
- Rimini (1910)
- Salsomaggiore (1910)
- Spezia (1910)
- Venezia (1910)
- Crociera motonautica sul Po (1910)
- Riunione di skys negli Abruzzi (1910)
- Da Trieste a Miramar (1911)
- Tripolitania e Cirenaica (1911)
- Bellezze e ricordi d'Italia (1911)

#### Film a soggetto
- La contessa di Montignoso (1910)
- Il cliente (1911)
- Paradiso o Visioni dantesche (1912)
- La Madonna di Caravaggio (1932, firmato con lo pseudonimo Gian d'Isernia)

### Produttore esecutivo
- Antonio di Padova, il santo dei miracoli, regia di Giulio Antamoro (1931)

### Testi
- Aldo Bernardini, Cinema muto italiano. Arte, divismo e mercato. 1910/1914, Vol. III, Roma-Bari, Laterza, 1982.
- Aldo Bernardini, Cinema muto italiano. Industria e organizzazione dello spettacolo. 1905/1909, Vol. II, Roma-Bari, Laterza, 1982.
- Aldo Bernardini, Cinema muto italiano. I film "dal vero". 1895-1914, Gemona (Udine), La Cineteca del Friuli, 2002, ISBN 88-86155-13-1.
- Aldo Bernardini, Cinema muto italiano. Protagonisti, Bologna, Cineteca di Bologna, 2018, ISBN 978-8899196547.
- Aldo Bernardini, Le imprese di produzione del cinema muto italiano, Bologna, Paolo Emilio Persiani, 2015, ISBN 978-88-98874-23-1.
- Aldo Bernardini, Nascita ed evoluzione delle strutture del primo cinema italiano, in Bianco e nero, Roma, anno XXXIX, fascicolo 2, marzo-aprile 1978.
- Aldo Bernardini e Vittorio Martinelli (a cura di), Indice registi, in Il cinema muto italiano 1905-1931, Roma/Torino, Centro Sperimentale di Cinematografia/Nuova Eri, 1991/1996.
- Gian Piero Brunetta, Il cinema muto italiano, Roma-Bari, Laterza, 2008, ISBN 978-88-420-8717-5.
- Chiara Caranti, Meccanismi, prezzi e tendenze della distribuzione (1904-1911), in Aldo Bernardini (a cura di), Storia del cinema italiano. 1895/1911, Storia del cinema italiano, Vol. II, Venezia/Roma, Marsilio/Centro Sperimentale di Cinematografia, 2018, ISBN 978-88-317-4962-6.
- Fabiana Licciardi, Theater-Kino-Varieté nella Prima guerra mondiale. L'industria dell'intrattenimento in una città al fronte: Trieste 1914-1918, Trieste, Edizioni Università di Trieste (EUT), 2019, ISBN 978-88-5511-076-1.
- Elena Mosconi, Milano capitale del commercio del cinema, in Aldo Bernardini (a cura di), Storia del cinema italiano. 1895/1911, Storia del cinema italiano, Vol. II, Venezia/Marsilio, Marsilio/Centro Sperimentale di Cinematografia, 2018, ISBN 978-88-317-4962-6.
- Roberto Poppi, Dizionario del cinema italiano. I registi, Roma, Gremese, 2002, ISBN 88-8440-171-2.
- Adele Radogna, Un delitto imperfetto. Il delitto Pettine, Perugia, Bertoni, 2021, ISBN 88-5535-362-4.
- Riccardo Redi, Cinema muto italiano (1896-1930), Roma, Fondazione scuola nazionale di cinema, 1999, ISBN 88-317-7330-5.
- Riccardo Redi, La crisi del 1909 e il "Congres des Dupes", in Immagine. Note di storia del cinema, Nuova Serie, n. 33, inverno 1995-1996, Roma, Associazione Italiana per le Ricerche di Storia del Cinema, 1996.
- Georges Sadoul, Storia generale del cinema (1909-1920), traduzione di Ernesto Ferrero, Alberto Blandi, Torino, Einaudi, 1967  [1952], ISBN 8806245139.
- Guida italiana alla cinematografia, Sestri Ponente (Genova), Guido Molinari, 1915.
- Guida generale della città di Trieste (1921,1922), Trieste, 1922.

### Riviste
- Pro soldati feriti e famiglie dei soldati morti in Africa, in Le Cine-Fono e la Rivista Fono-Cinematografica, n. 179, 9 dicembre 1911.
- Cinema Illustrazione, anno VII, n. 35, Milano, 31 agosto 1932.
- (EN) The Bioscope, Londra, 6 luglio 1911.
- (EN) The Moving Picture World, New York, 17 gennaio 1911.